# Balkan Cup 1933
Balkan Cup 1933 – czwarta edycja turnieju piłkarskiego Balkan Cup, która odbyła się od 3 do 11 czerwca 1933. W turnieju udział wzięły cztery drużyny: Rumunii, Jugosławii, Grecji oraz Bułgarii. Turniej odbywał się w Bukareszcie. Po raz drugi w historii zwyciężyła drużyna Rumunii.

## Tabela końcowa
| Drużyna    | Mecze | Zwycięstwa | Remisy | Porażki | Br+ | Br- | +/- | Pkt |
| ---------- | ----- | ---------- | ------ | ------- | --- | --- | --- | --- |
| Rumunia    | 3     | 3          | 0      | 0       | 13  | 0   | +13 | 6   |
| Jugosławia | 3     | 2          | 0      | 1       | 9   | 8   | +1  | 4   |
| Bułgaria   | 3     | 1          | 0      | 2       | 2   | 11  | -9  | 2   |
| Grecja     | 3     | 0          | 0      | 3       | 3   | 8   | -5  | 0   |

## Wyniki poszczególnych meczów[1]
| 3 czerwca 1933  |       |            |
| Jugosławia      | 5 : 3 | Grecja     |
| 4 czerwca 1933  |       |            |
| Rumunia         | 7 : 0 | Bułgaria   |
| 6 czerwca 1933  |       |            |
| Rumunia         | 1 : 0 | Grecja     |
| 7 czerwca 1933  |       |            |
| Jugosławia      | 4 : 0 | Bułgaria   |
| 10 czerwca 1933 |       |            |
| Bułgaria        | 2 : 0 | Grecja     |
| 11 czerwca 1933 |       |            |
| Rumunia         | 5 : 0 | Jugosławia |

## Zwycięzca
| Zwycięzca Balkan Cup w sezonie 1933 |
| ----------------------------------- |
| Rumunia                             |